# Faydi al-Alami
Pour les articles homonymes, voir Alami.
Faydi al-Alami a été le maire de Jérusalem de 1906 à 1909. En 1914, il a été choisi pour représenter la ville au parlement ottoman. Son père Moussa al-Alami a aussi été maire de Jérusalem. Son fils, aussi appelé Moussa al-Alami, a été un homme politique palestinien.